# 蓮華寺 (青森市)
蓮華寺（れんげじ）は、青森県青森市本町にある日蓮宗の寺院。山号は廣布山。法華堂茶釜は青森市指定有形文化財（昭和42年（1967年）指定）。

## 歴史
永仁2年（1294年）蓮華阿闍梨日持（六老僧の一人、蓮永寺、窪之坊等を開山）が蝦夷地（現在の北海道）に渡る為に善知鳥村（現在の青森市内）を経由した暴風雨の為に蝦夷地へ出航出来ずその間に開創した草庵が起源という。その跡地とされる場所に慶安3年（1650年）京都妙顕寺の日住が草庵を再興した。寛文4年（1664年）現在地に移転され寺号を蓮華寺とした。
明治43年（1910年）5月3日に青森大火により焼失した。現在の本堂は昭和2年（1927年）にRC造で再建されたもので太平洋戦争中の昭和20年（1945年）の青森大空襲による無差別爆撃では耐火構造から焼失を免れ、戦後の一時期には青森市役所仮庁舎として使用された。

## 境内
- 本堂

## 歴代・関連人物
- 蓮華阿闍梨日持
- 聞法院日照　聞法寺を創建。

## その他
- 蓮華寺の蛙合戦　（天保13年（1842年）6月）が知られる。

## 関連資料
- 葛西音彌『青森市沿革史』青森市市史編纂係（1906年）
- 広報あおもり　2002年1月1日号
- 日蓮宗新聞　2017年11月26日号